# Brøderbund Software
Brøderbund Software – amerykańska firma zajmująca się tworzeniem i wydawaniem gier komputerowych. Firma została założona w 1980 roku w miejscowości Eugene, w stanie Oregon, lecz później została przeniesiona do San Rafael, w Kalifornii, a następnie do Novato (też w Kalifornii). W 1998 roku firmę Brøderbund wykupiła firma The Learning Company.

## Produkty
Brøderbund zasłynęło w historii gier komputerowych takimi tytułami jak
- Galactic Empire,
- Fantavision,
- Choplifter,
- Apple Panic,
- Lode Runner,
- Karateka,
- Wings of Fury,
- Prince of Persia,
- In the 1st Degree,
- The Last Express,
- Where in the World is Carmen Sandiego?,
- Myst.
- Stunts